# Helemba
Helemba (szlovákul Chľaba, németül Hellenbach) község Szlovákiában, a Nyitrai kerület Érsekújvári járásában.

## Fekvése

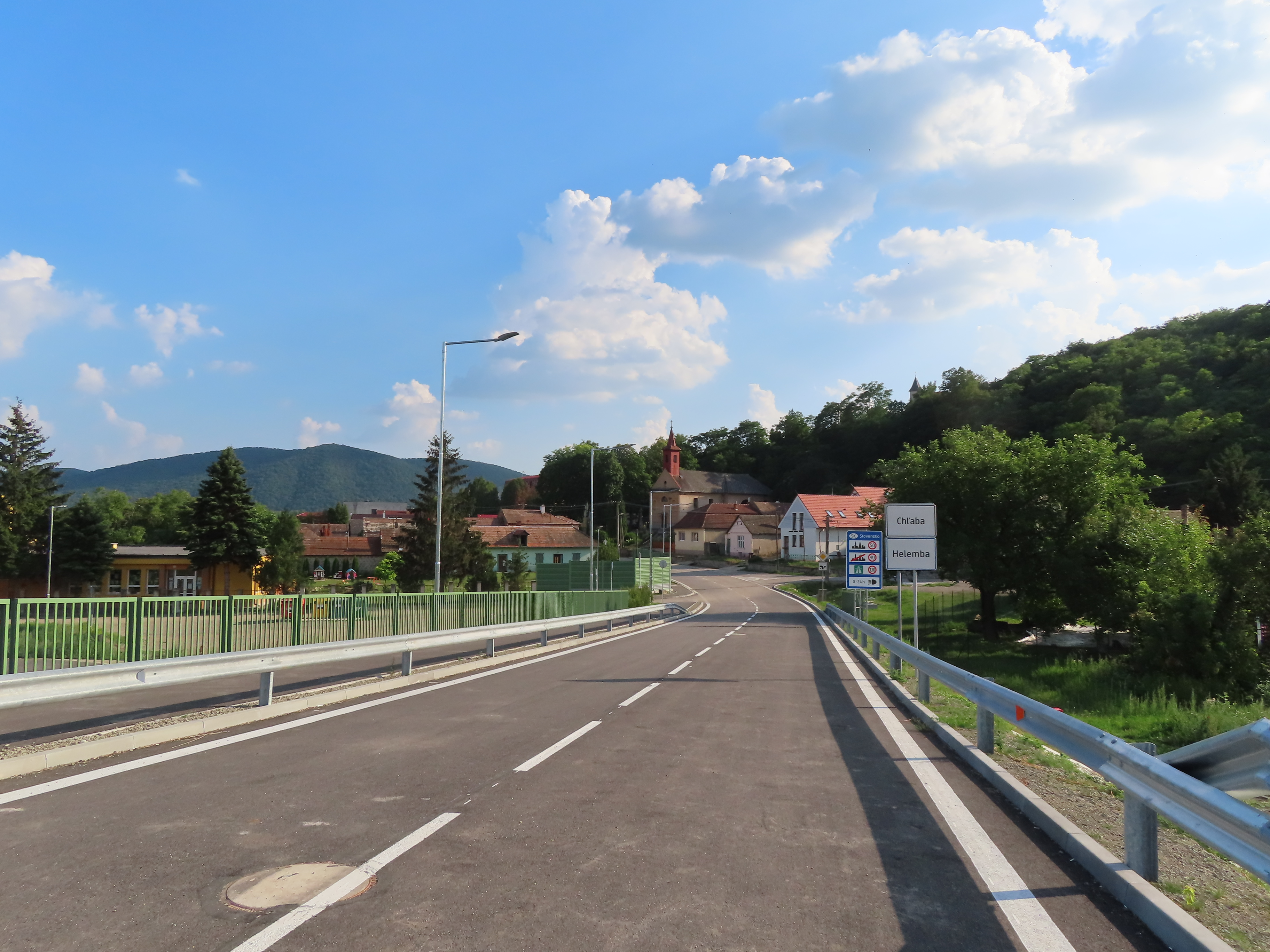
A falu a Károly Róbert hídról
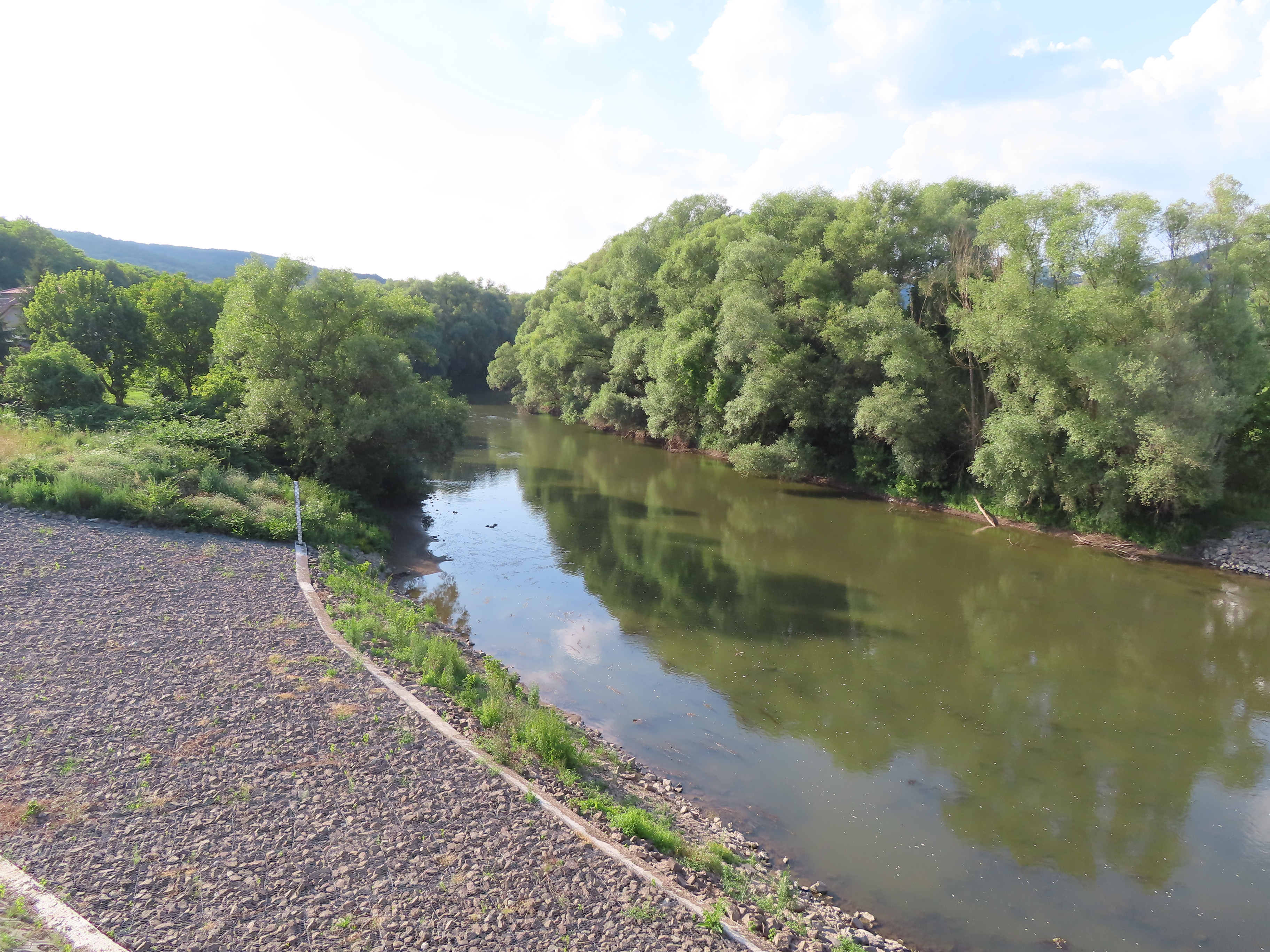

Párkánytól 9 km-re északkeletre, Ipolydamásdtól 2 km-re délre, a Kovácspataki-hegyek (szlovákul: Burda) nemzeti természetvédelmi rezervátum keleti részén, a Duna és az Ipoly folyók között, azok összefolyásánál helyezkedik el. Legközelebbi városa Szob, amivel határos. Ősi bortermelő vidék. 2023 nyarán adták át a települést az Ipoly folyó felett Ipolydamásddal összekötő Károly Róbert hídat.

## Élővilága
Helembán 2 gólyafészket tartanak nyilván. Az egyikben 2022-ben 5, 2023-ban 1, 2024-ben 3 fiókát számoltak össze.

## Története
1124-ben említi először oklevél. Györffy György szerint királyi, illetve hercegi birtok. 1108 körül Álmos herceg 33 helembai halászt ad a dömösi prépostságnak. A 13. század elején az esztergomi érsek gyümölcsöse volt a faluhoz közeli Helemba-szigeten. A falut a tatárjárás teljesen elpusztította.
1346. március 19-én I. Lajos király kiemelte Helemba, Szob és Letkés települések szolganépét az ispánok joghatósága alól és elrendelte, hogy az ellenük támasztott panaszokat elébe vagy az általa kinevezett „tiltjeik” elébe kell terjeszteni. 1355. március 19-én Lajos király az említett három település sajkásainak vámmentességet biztosított a Duna Pozsonytól Szalánkeménig húzódó szakaszán. A rendeletet azonban többször megsértették, 1467-ben a helyi sajkásokat kényszeríttették az esztergomi vám megfizetésére. 1416. november 25-én Zsigmond király megerősítette I. Lajos okiratát a helyi hajósok jogaira vonatkozóan. 1522-ben a király Letkés, Helemba, Szob és Tölgyes településeket Bakócz Tamás érsek végrendeletének megfelelően zálogba adta az esztergomi káptalannak.
1838-ban árvíz mosta el a települést, melyet ezután máshol építettek fel újra.
1912-ben a szomszédos Ipolydamásdon nyitott MÁV kőbánya zúzóművét Helemba közelében, a vasút mellé építették.  A zúzóművet a kőfejtővel a Pohlig cég által gyártott drótkötélpálya kötötte össze, 600 literes csillékkel.  A rövid életű bánya csak az első világháború végéig üzemelt: a kőfejtő a magyar oldalra esett, a zúzómű és a vasúti rakodó viszont csehszlovák területre; a drótkötelet az Ipoly felett elvágták.
A trianoni békeszerződésig Hont vármegye Szobi járásához tartozott. 1938 és 1944 között – az első bécsi döntés következtében – ismét Magyarországhoz került.

## Népessége
| Év:            | 1994. | 2004.   | 2014.   | 2024.   |
| -------------- | ----- | ------- | ------- | ------- |
| Emberek száma: | 718   | 714     | 712     | 686     |
| Eltérés:       |       | -0,55 % | -0,28 % | -3,65 % |

| Év:            | 2023. | 2024.   |
| -------------- | ----- | ------- |
| Emberek száma: | 690   | 686     |
| Eltérés:       |       | -0,57 % |

1880-ban 767 lakosából 705 magyar és 16 szlovák anyanyelvű volt.
1890-ben 852 lakosából 829 magyar és 11 szlovák anyanyelvű volt.
1900-ban 930 lakosából 923 magyar és 4 szlovák anyanyelvű volt.
1910-ben 1040 lakosából 1015 magyar és 16 szlovák anyanyelvű volt.
1921-ben 1119 lakosából 1041 magyar és 60 csehszlovák volt.
1930-ban 1244 lakosából 884 magyar és 295 csehszlovák volt.
1941-ben 1173 lakosa mind magyar volt.
1970-ben 1170 lakosából 1017 magyar és 150 szlovák volt.
1980-ban 990 lakosából 880 magyar és 108 szlovák volt.
1991-ben 758 lakosából 689 magyar és 65 szlovák volt.
2001-ben 702 lakosából 609 magyar és 84 szlovák volt.
2011-ben 695 lakosából 543 magyar és 123 szlovák volt.
2021-ben 705 lakosából 518 (+20) magyar, 170 (+21) szlovák, 3 egyéb és 14 ismeretlen nemzetiségű volt.

## Neves személyek
- Itt hunyt el 1960-ban Bánsághi Vince festő.
- Itt szolgált Grundl Ignác (1813-1878) plébános, flórakutató.
- Itt élt Németh Romuáld (1899-1975) gimnáziumi tanár, bencés pap.
- Itt él M. Nagy László (1943) fotóriporter.
- Itt alkotott Nagy János (1935-2021) magyar szobrász- és éremművész.
- Itt is volt birtoka Johann Gottfried Hellenbach orvos bárónak.

## Nevezetességei
- Római katolikus temploma 1769-ben épült Szent Imre herceg tiszteletére.
- Jellegzetességei a homokköves hegyoldalba vágott ősi borospincék. Pincemúzeum is működik itt.
- Lourdes-i Szűz Mária kegyhely a templomnál.
- Szent László Hadosztály Emlékmű a templomnál.

## Képek

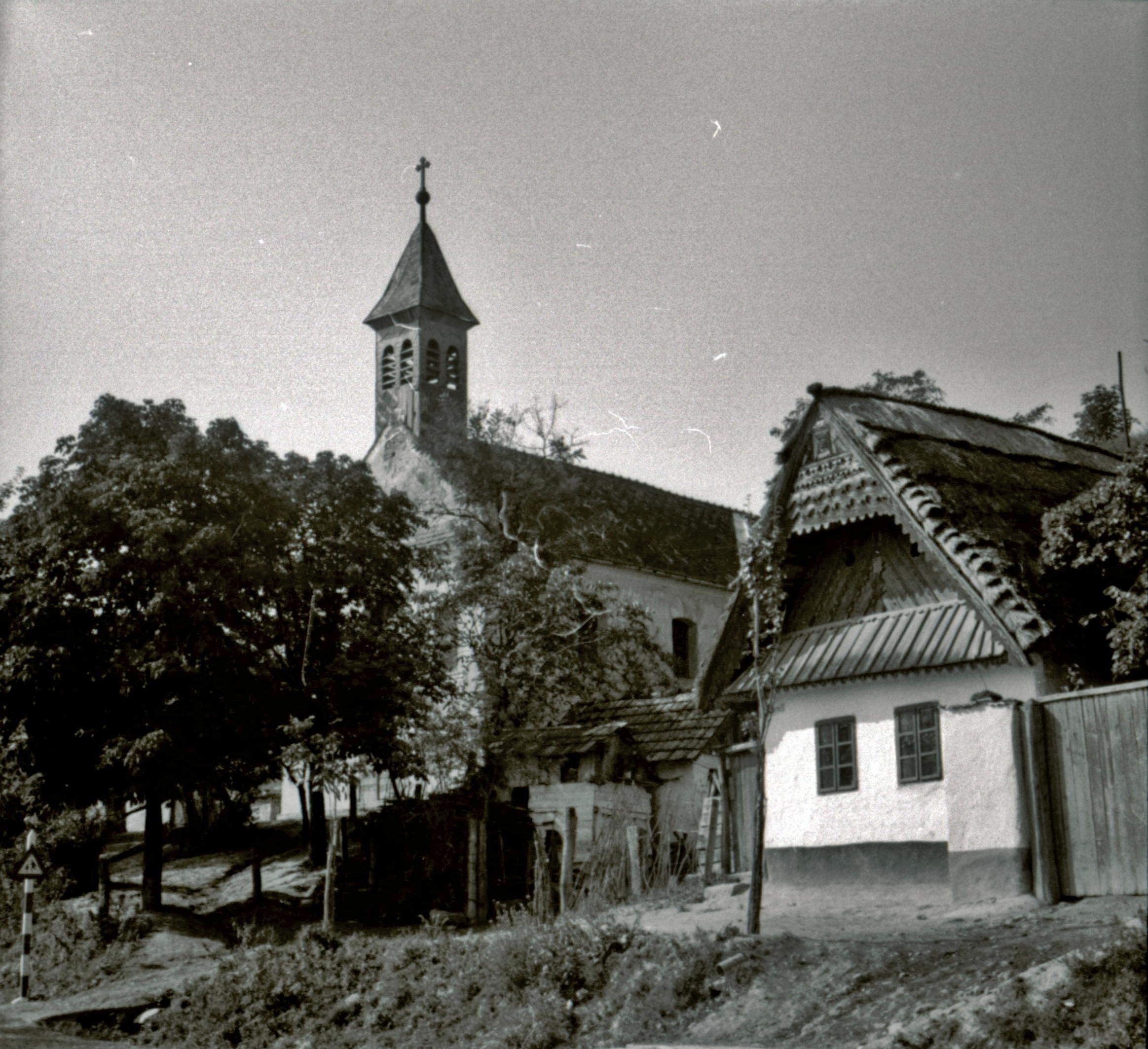
1950-es évek
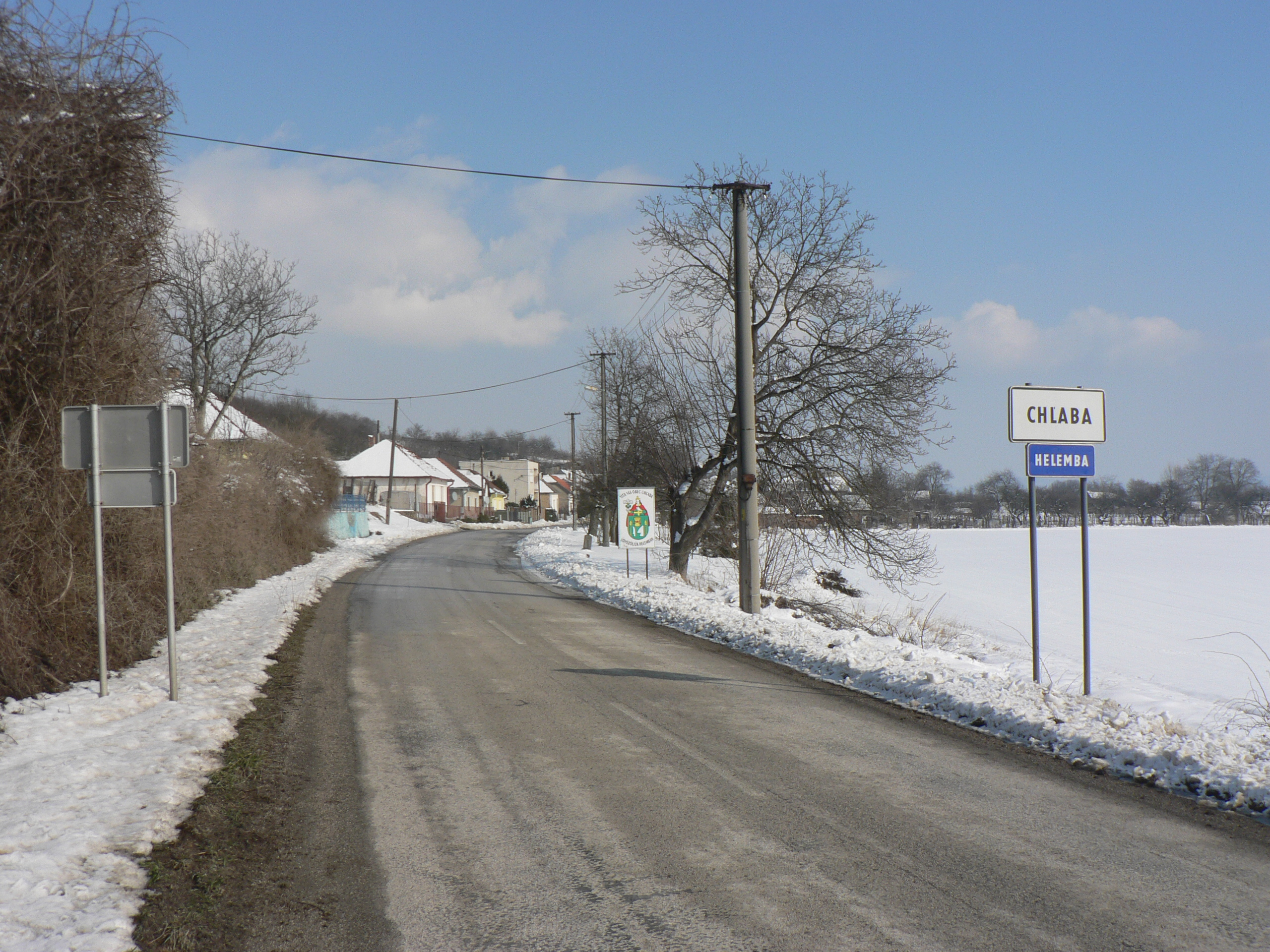
Helembára érkezvén
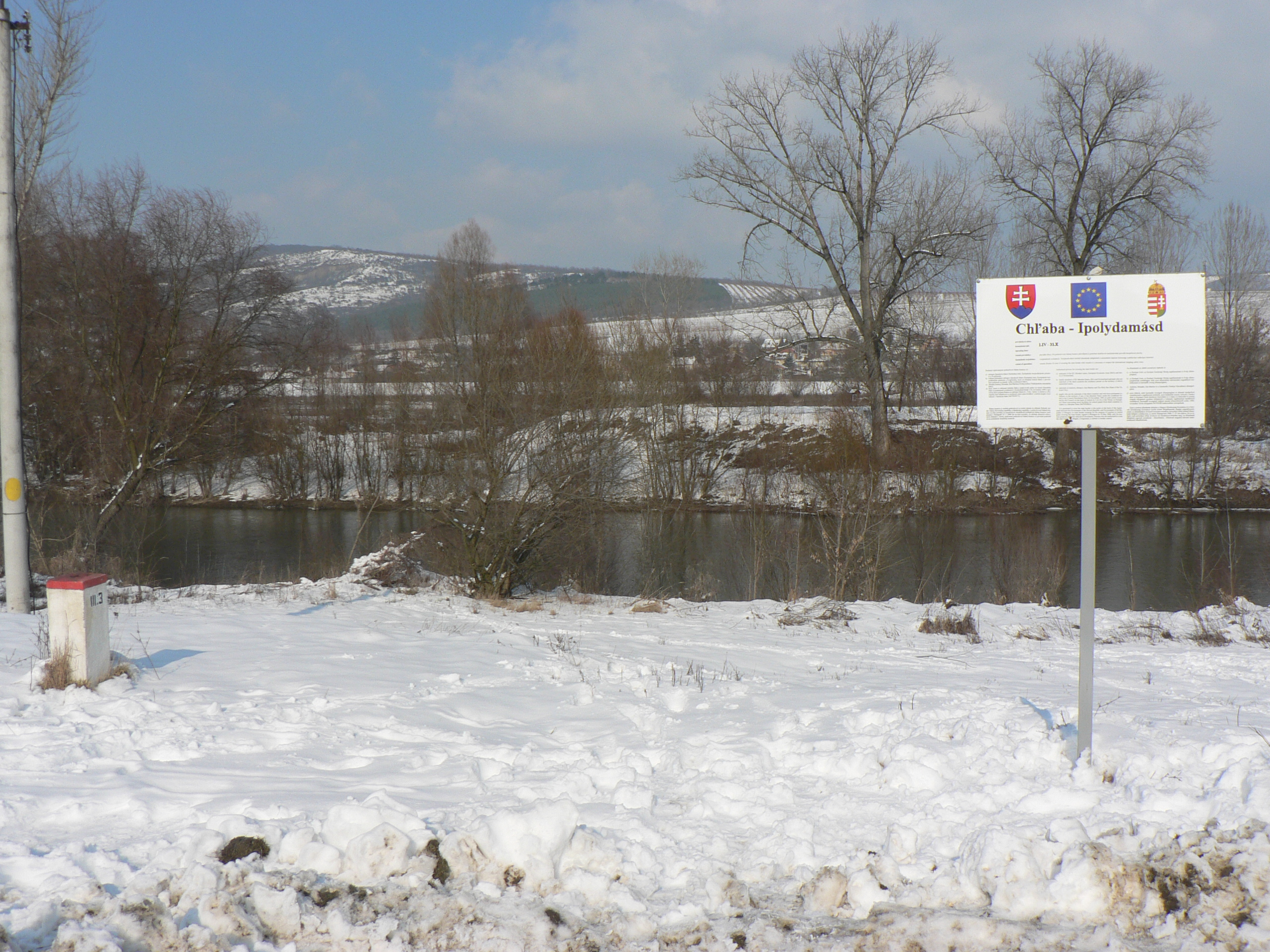
Itt valaha híd volt az Ipoly folyón
A lebontott régi híd helye
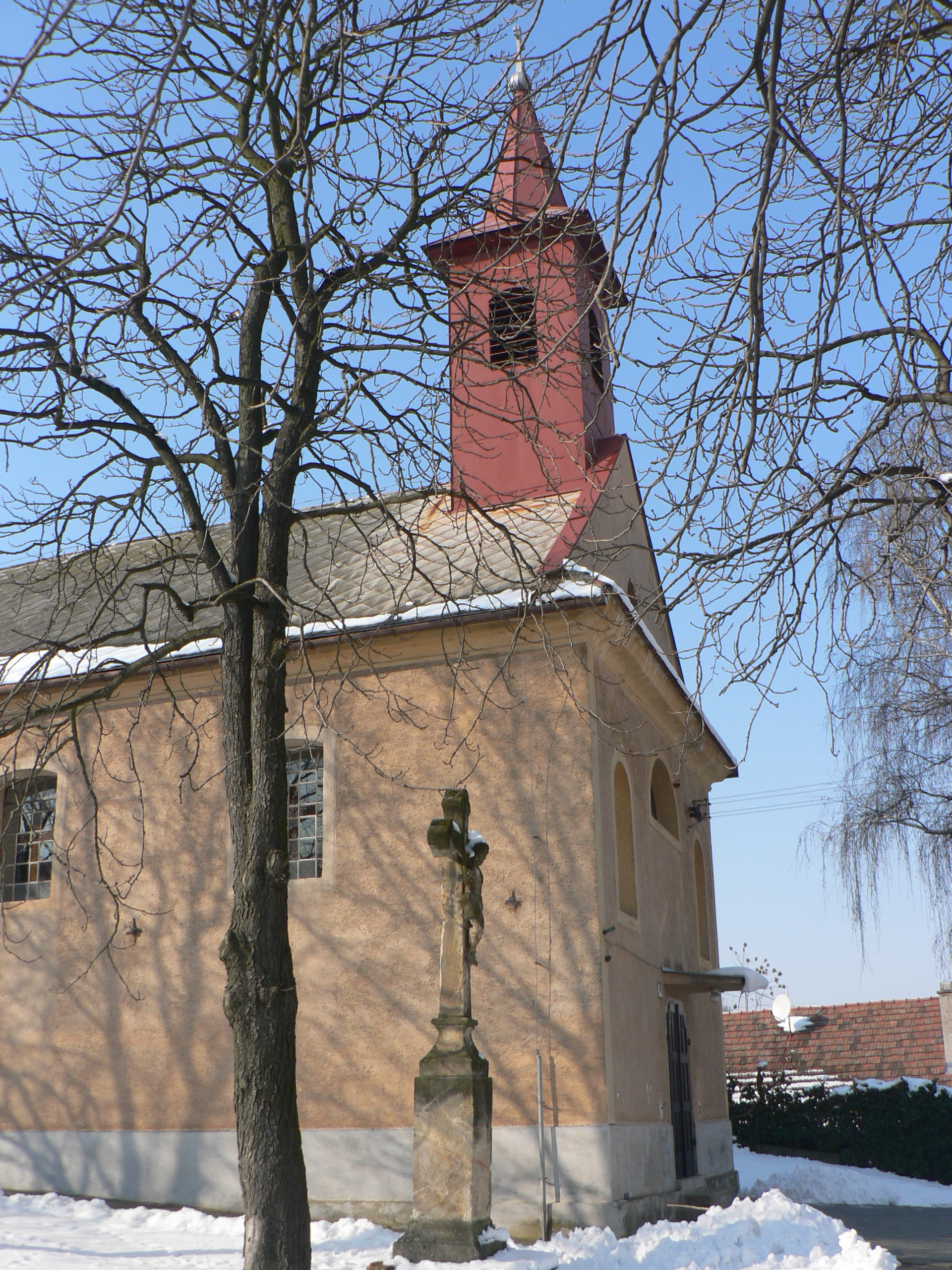
Helemba temploma
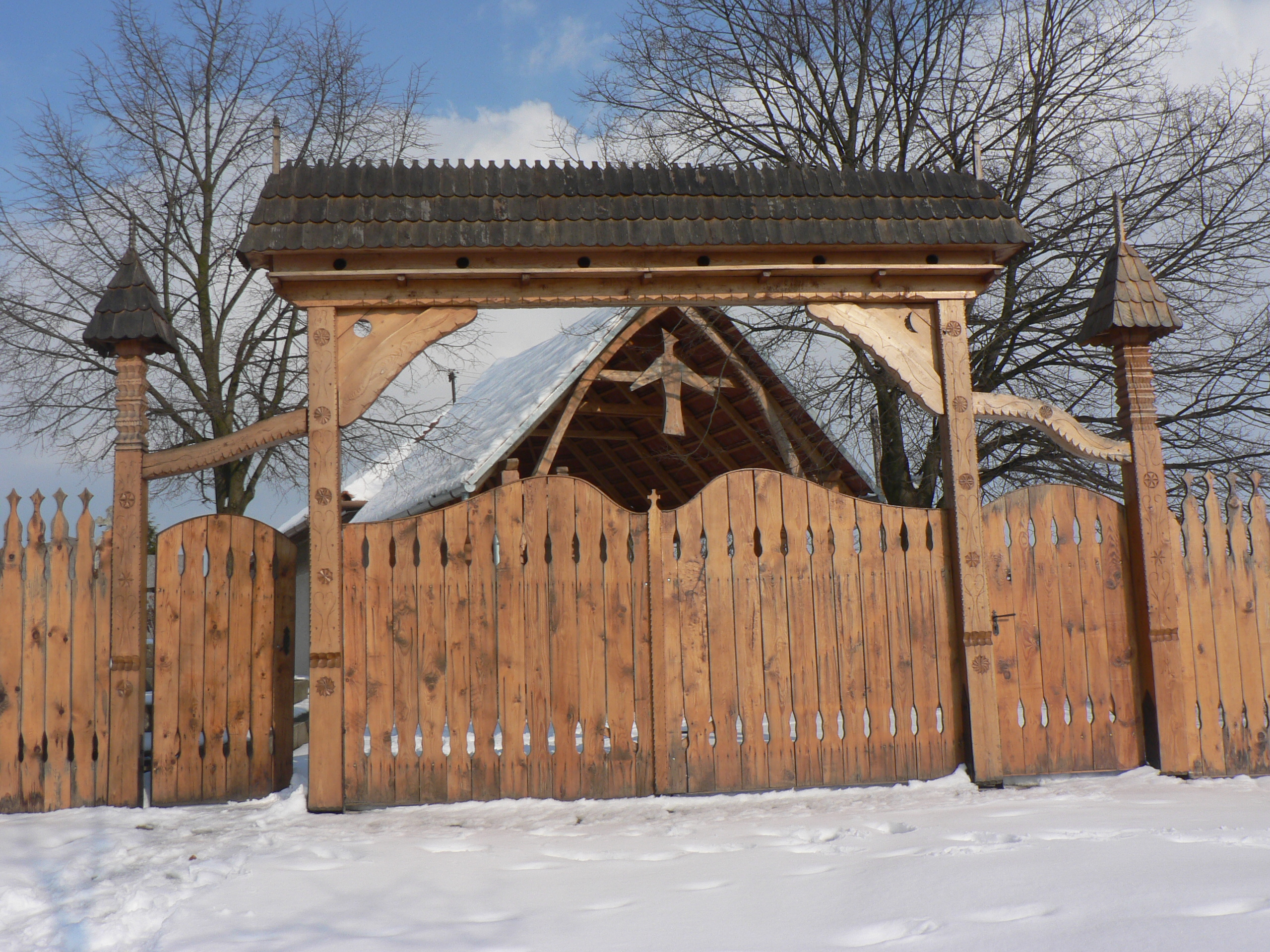
Helemba - a temető kapuja
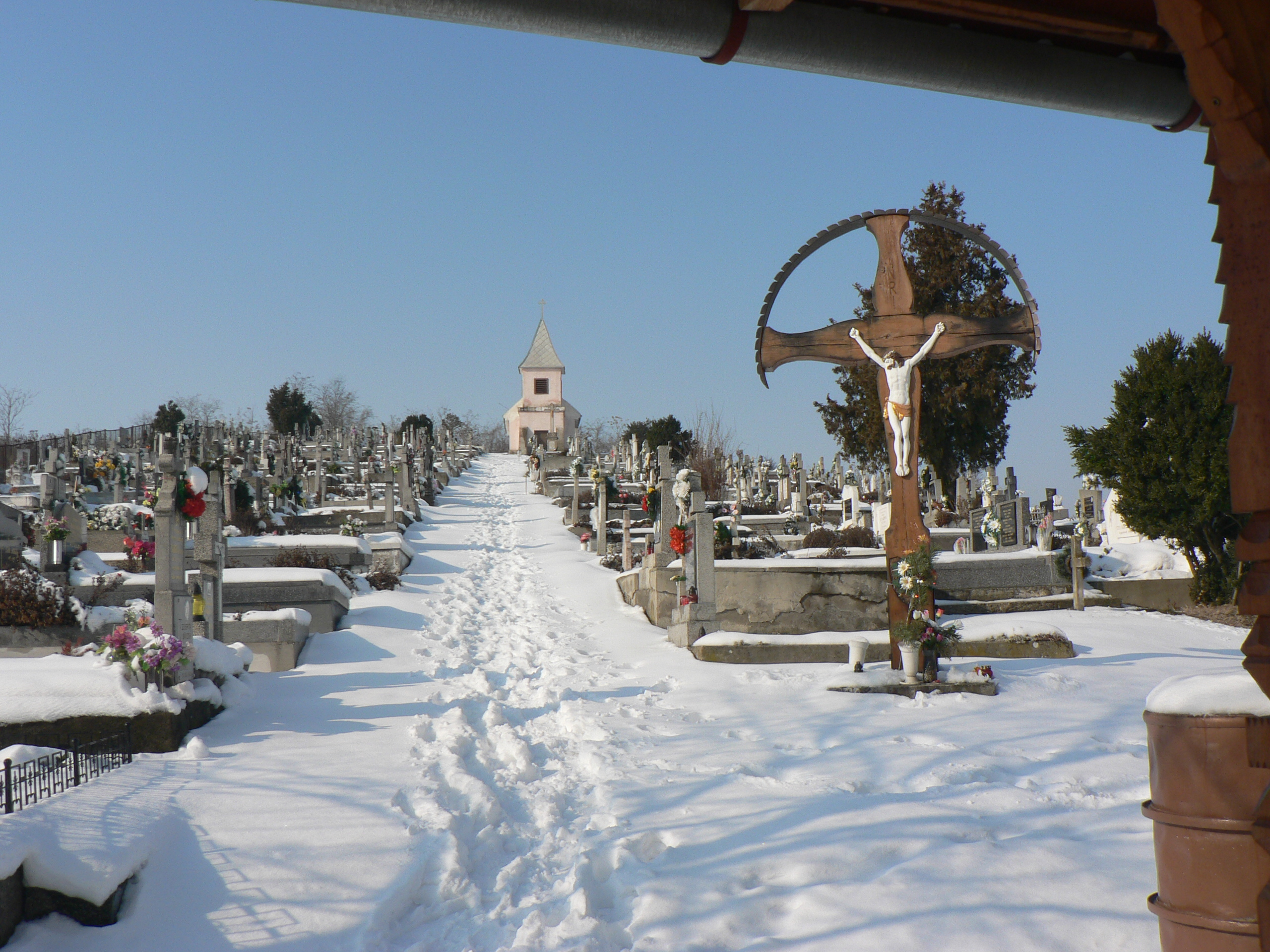
Helemba - a temető
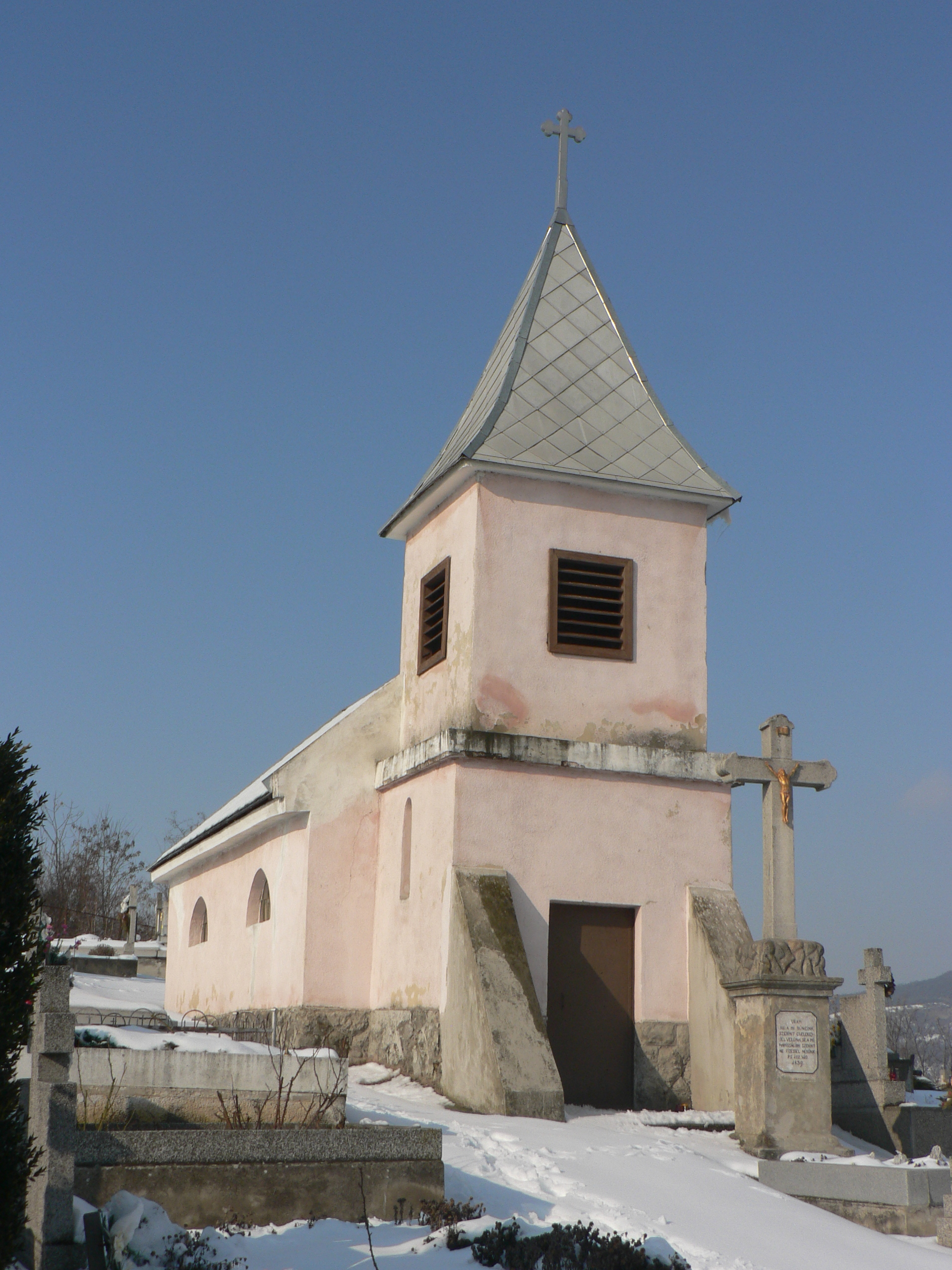
Helemba - temetőkápolna. A kőkereszt 1839-ből
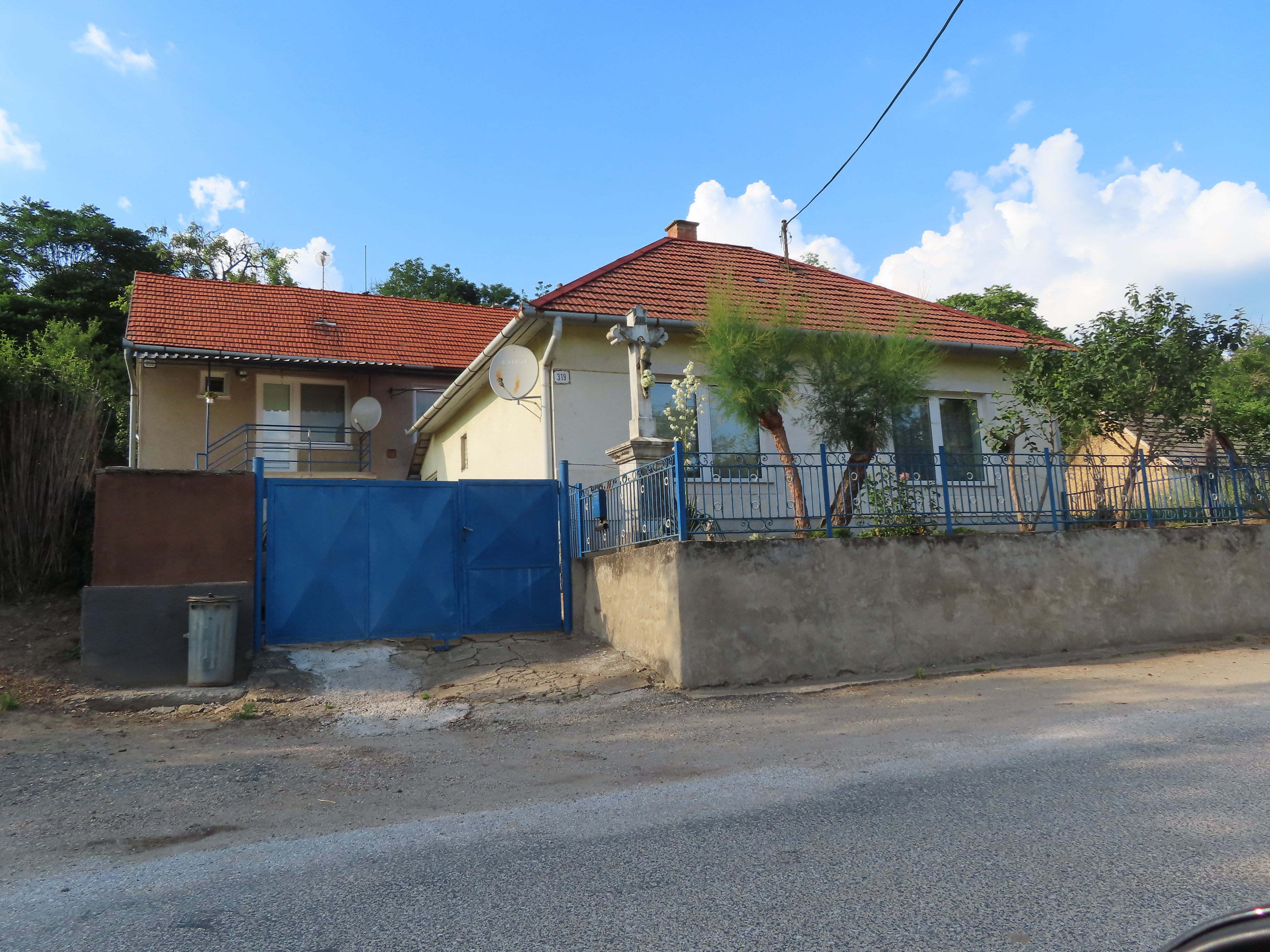
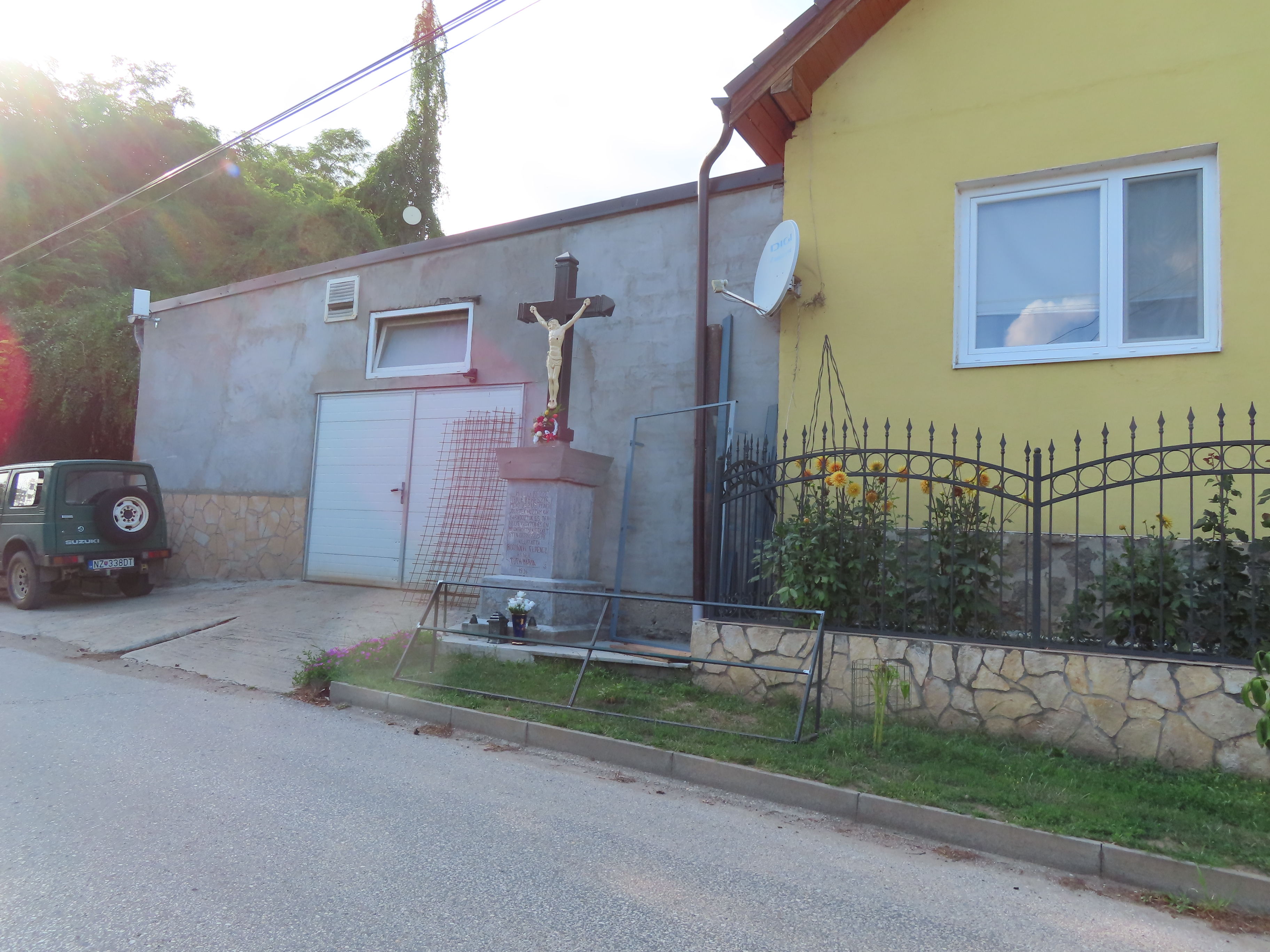
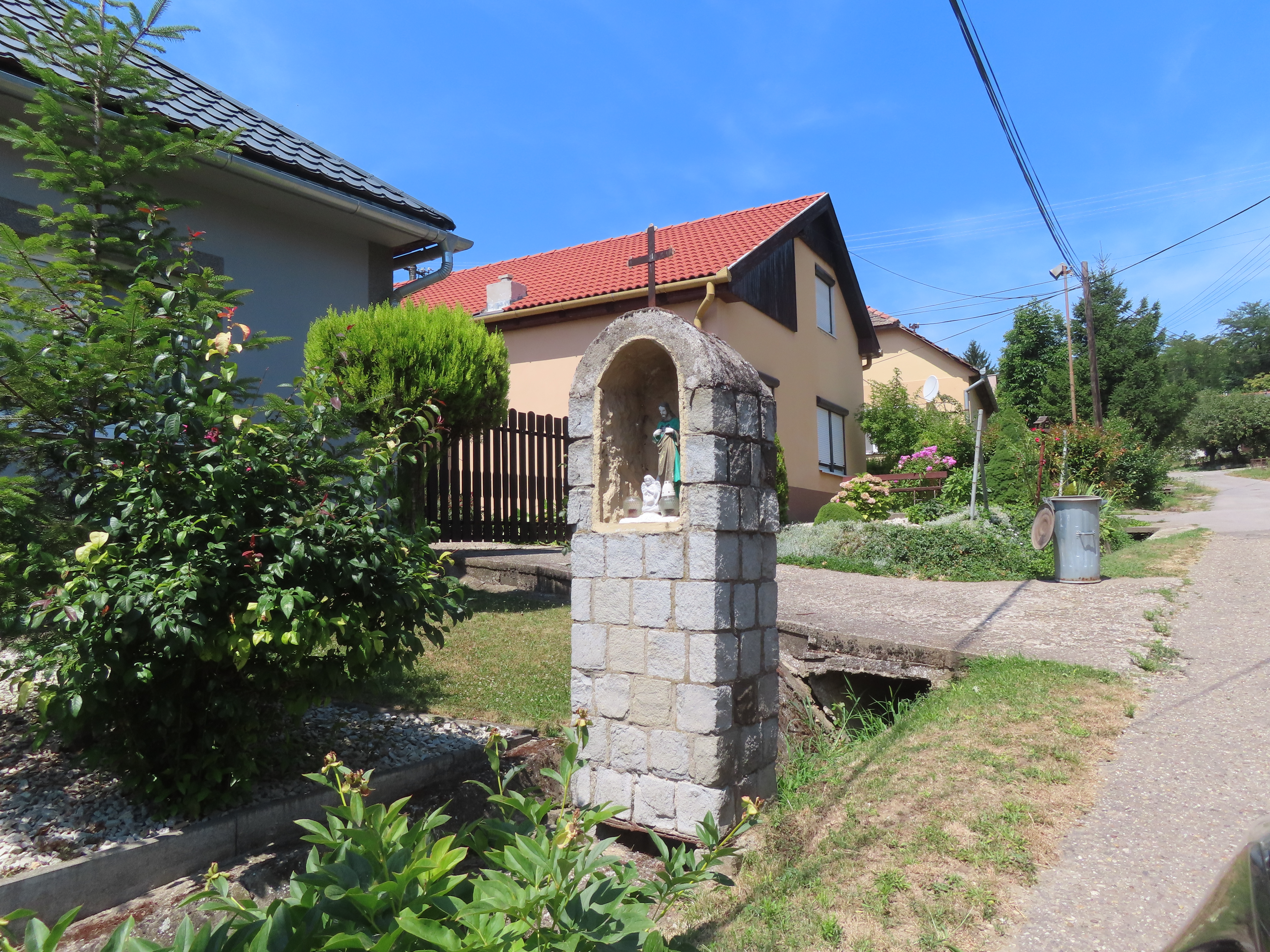
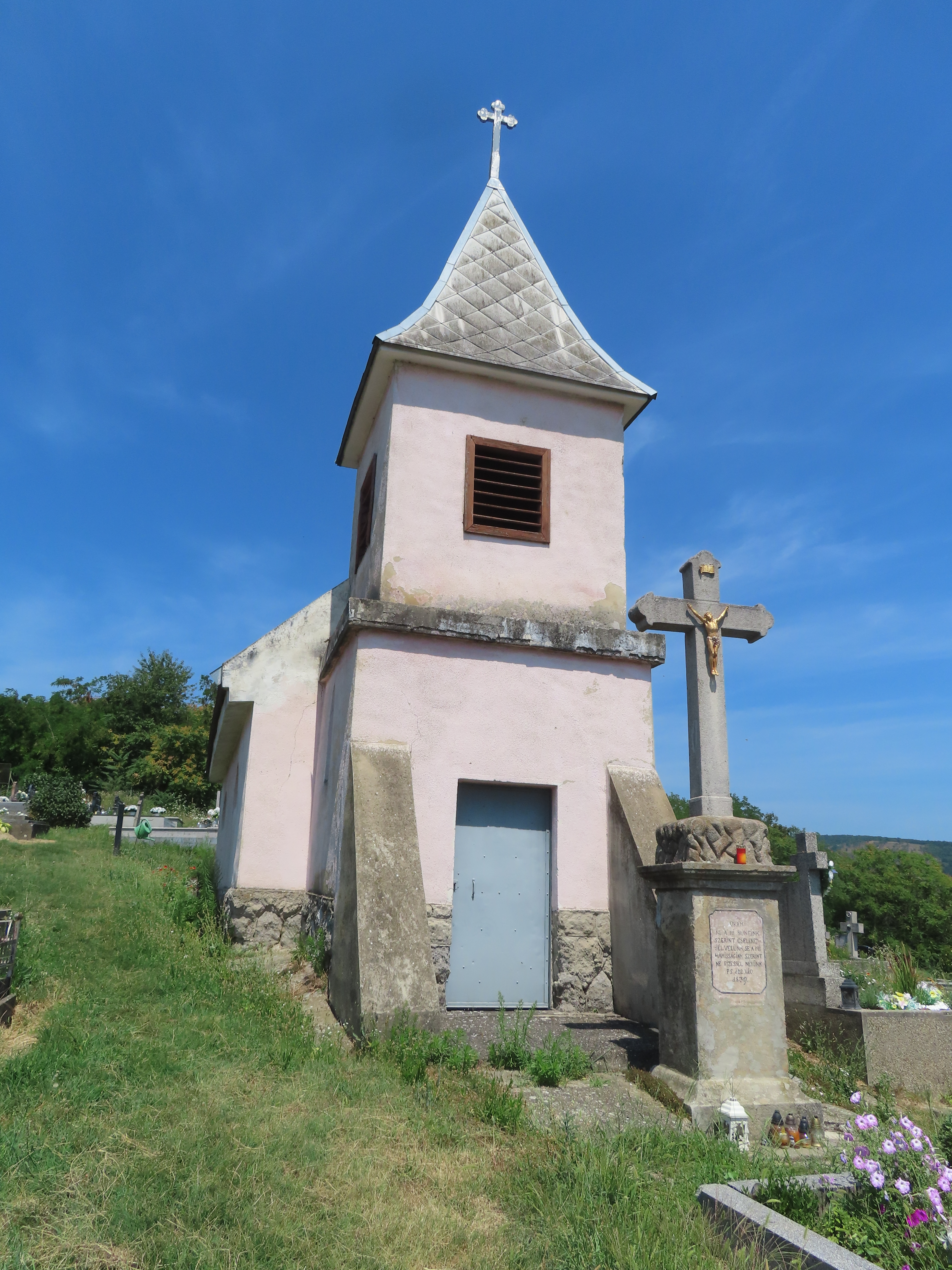
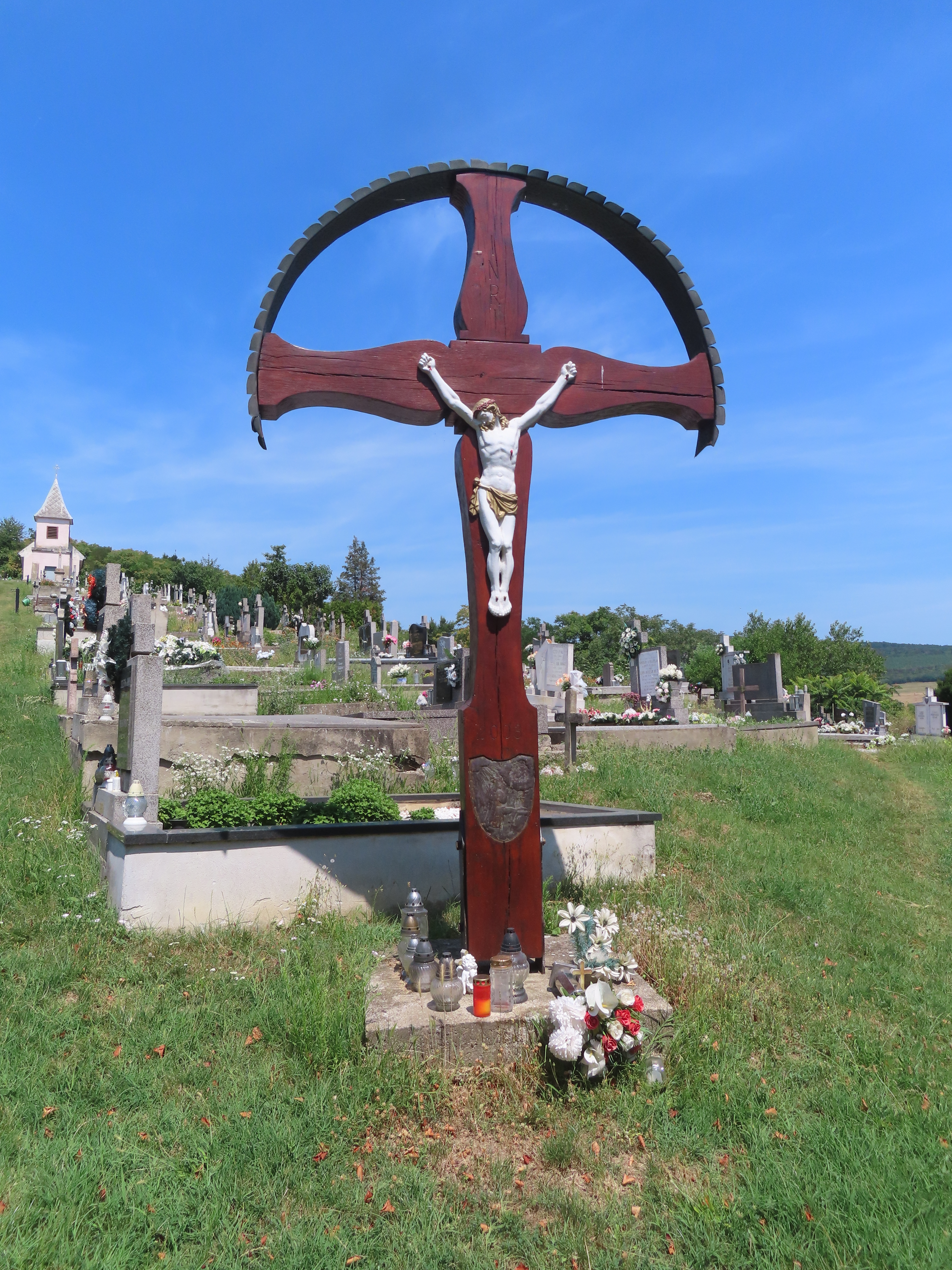